# Chã do Norte
Chã de Norte est un village situé au nord-ouest de l’île de Santo Antao au Cap-Vert.